# François Rossier
François Rossier (* 1961 in Vevey) ist ein Schweizer Filmschaffender.

## Biografie
Rossier absolvierte 1980 bis 1983 die Scuola Teatro Dimitri in Verscio. 1992 bis 1993 besuchte er die London International Film School. Seit 1995 lebt er in Berlin und arbeitet als Regisseur, Produzent, Herausgeber und Schauspieler.

## Filmografie
- 1992: Belle Journée (Kurzfilm)
- 1993: Liquid Assets (Kurzfilm; Stanley-Johnson-Preis in den Solothurner Filmtagen)
- 1996: Skazka (Kurzfilm; Spezielle Auszeichnung der Jury «Action Light» beim Festival de Cinéma «Tout Ecran» in Genf)
- 1999: Château de Sable (Kurzfilm; 2001 für den Schweizer Filmpreis nominiert)
- 2002: Petits Gestes (Kurzfilm; Preis der Jury der Jugend + Spezielle Auszeichnung der Jury der Leoparden von Morgen in Locarno Film Fest.)
- 2004: Hannover – Berlin (Experimentalfilm)
- 2004: ND-Deutsches Neuland (Co-Regie; Dokumentarfilm über das Verlagsgebäude Neues Deutschland)
- 2004: Détour par Calcutta (Dokumentarfilme)
- 2007: Croire (Kurzfilm)
- 2011: Abgebrannt (Schnitt)